# Афинагор (Зилиаскопулос)
Епи́скоп Афинаго́р (греч. Επίσκοπος Αθηναγόρας, в миру Хри́стос Зилиаскопулос, греч. Χρήστος Ζηλιασκόπουλος; род. 1970, Ройтлинген) — архиерей Константинопольской православной церкви, епископ Назианзский (с 2021), викарий Константинопольской архиепископии.

## Биография
Родился в 1970 году в Ройтлингене в Германии. Его предки происходят из Туриона и Власти.
В 1997 году митрополитом Германским Августином (Лабардакисом) был хиротонисан во диакона, а в 1998 году — в сан пресвитера. В 1999 году был возведён в достоинство архимандрита.
Имеет степень по немецкой филологии и богословию Аристотелевского университета в Салониках. Окончил аспирантуру факультета германистики и педагогики Франкфуртского университета и аспирантуру факультета пастырского и социального богословия Аристотелевского университета.
Он получил степень бакалавра в области сравнительного религиоведения, бакалавра философии и степень магистра исламских исследований в Университете Франкфурта. В 2012 году он получил докторскую степень на кафедре пастырского и социального богословия Университета Аристотеля в Салониках (тема докторской диссертации: «H στάση της Ευαγγελικής Εκκλησίας της Γερμανίας στις εγκυκλίους του Πάπα μετά το 1965»).
С августа 2017 года по август 2019 года он служил в Канадской архиепископии в качестве директора Патриаршей православной богословской академии Торонто, профессора религиоведения, директора канцелярии архиепископии и настоятеля храма святого Иоанна Богослова.
Продолжил преподавательскую деятельность в Греческом колледже Святого Креста в Бруклайне, а 3 февраля 2021 года был назначен главным секретарём Синода Американской архиепископии.
19 мая 2021 года Священным синодом Константинопольского патриархата был избран для рукоположения в сан епископа Назианзского, викария Константинопольской архиепископии.
5 июня 2021 года в Крестовой церкви греческого колледжа Святого Креста в Бруклайне был хиротонисан во епископа. Хиротонию совершили: архиепископ Американский Елпидифор (Ламбриниадис), митрополит Бостонский Мефодий (Турнас), митрополит Атлантский Алексий (Панайотопулос), митрополит Шведский Клеопа (Стронгилис), епископ Зелонский Севастиан (Скордаллос), епископ Мидийский Апостол (Куфаллакис) и епископ Амисский Иоаким (Коцонис).